# Heliophorus ila
Pour les articles homonymes, voir Ila.
Espèce
Heliophorus ila est une espèce de lépidoptère de la famille des Lycaenidae.

## Première publication
De Nicéville CLA & Martin L., A List of the Butterflies of Sumatra with special Reference to the Species occuring in the North East of the Island, J. asiat. Soc. Bengal, Pt II 64(3), pp. [357-555] (1896)